# Всемирный день молодёжи 2011

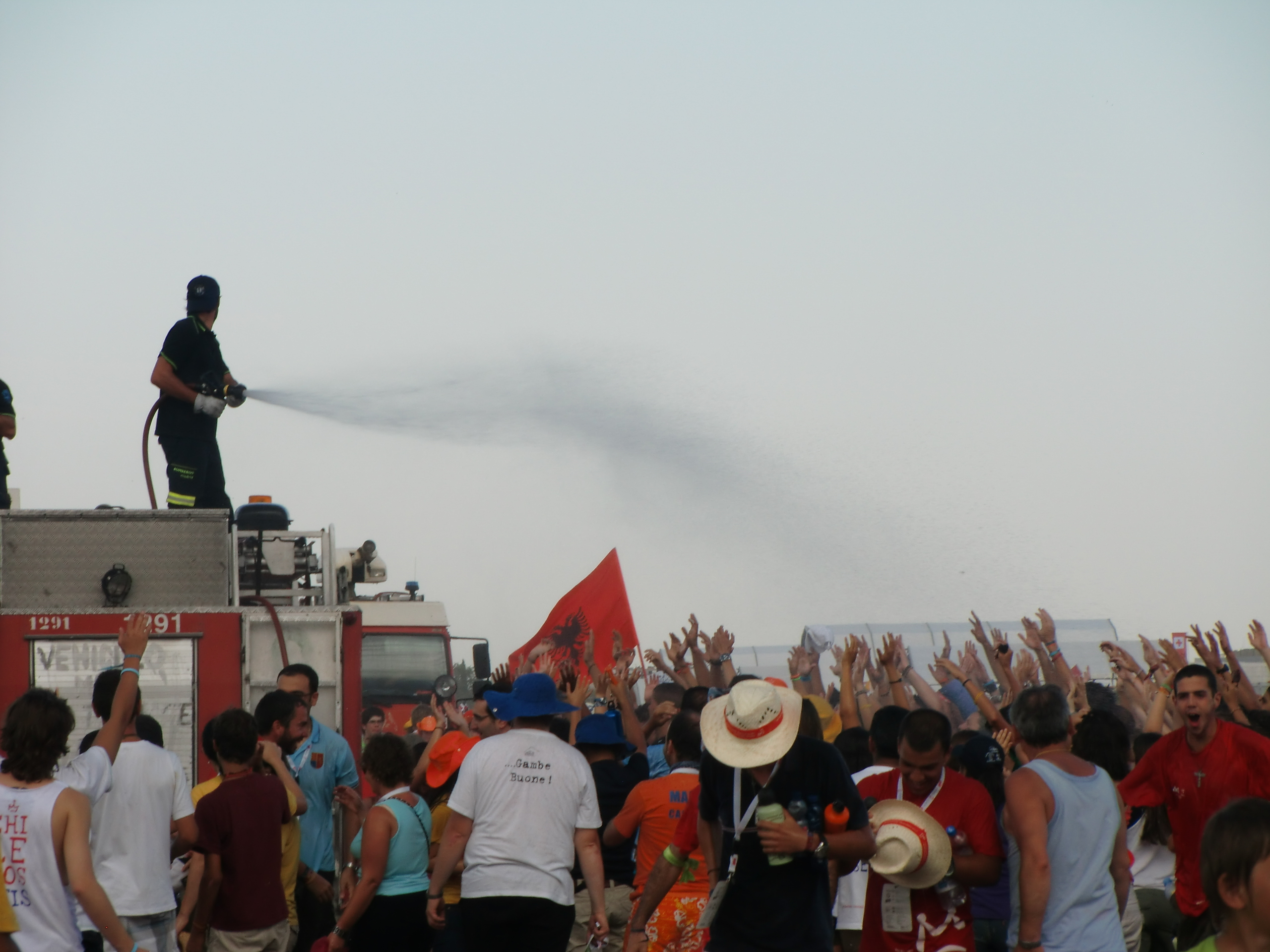
Пожарные охлаждают паломников из брандспойтов

Всемирный день молодёжи 2011 — католический Всемирный день молодёжи, который состоялся с 15 по 21 августа 2011 года в Мадриде, Испания. В этом католическом всемирном форуме участвовало по разным оценкам от 1 до 1,5 миллиона участников.

## История
Фестиваль состоялся с 15 по 21 августа в Мадриде и стал очередным всемирным форумом католической молодёжи, предыдущий праздник состоялся в 2008 году в Сиднее (Австралия). О проведении очередного Всемирного дня молодёжи в Мадриде объявил в Сиднее Римский папа Бенедикт XVI.
Всемирный день молодёжи был проведён в Испании второй раз. В 1989 году в Испании проходил IV Всемирный день молодёжи, который состоялся в городе Сантьяго-де-Компостела.
Принимающей стороной форума стала архиепархия Мадрида.

## Проведение
Темой фестиваля стал отрывок из Послания святого апостола Павла к Колоссянам: «Укоренены и утверждены в нём и укреплены в вере» Кол. 2:7.
Покровителями Всемирного дня молодёжи были объявлены испанские святые и блаженные Иоанн Креста, Игнатий Лойола, Франциск Ксаверий, Исидор Мадридский, Мария Торобия, Рафаэль Арнаис Барон, Иоанн Авильский, Тереза Авильская, Роза Лимская, а также Иоанн Павел II.
Вечером 16 августа на мадридской площади Пласа де Сибелес в присутствии мадридского архиепископа, других епископов и священников состоялось торжественное открытие.
17 августа состоялась месса на арене Лас Вентас.
18 августа в 12.00 в Мадрид в аэропорт Барахас прибыл Римский папа Бенедикт XVI, которого встречали испанский король Хуан Карлос I, его супруга София и мадридский архиепископ Антонио Мария Роуко Варела. На папамобиле Бенедикт XVI отправился в Мадрид.
Утром 19 августа Бенедикт XVI посетил дворец Palacio de la Zarzuela, где его принял испанский король с супругой, принц Фелипе и принцесса Летисия. Из дворца Римский папа Бенедикт XVI отправился в монастырь Эскориал на встречу с преподавателями мадридских высших учебных заведений и молодыми монахинями различных женских монашеских конгрегаций. Вечером 19 августа Бенедикт XVI совершил с молодёжью богослужение Крестного Пути.
20 августа в соборе Альмудена Римский папа Бенедикт XVI совершил мессу для молодых людей, желающих стать священниками. Вечером он встретился с молодыми людьми с ограниченными возможностями и их опекунами. Затем на аэродроме Куатро-Вьентос
Бенедикт XVI совершил богослужением с участниками Всемирного дня молодёжи.
Утром 21 августа Римский папа Бенедикт XVI совершил мессу на аэродроме Куатро-Вьентос, на которой присутствовали королевская чета и более миллиона участников всемирного молодёжного форума.

## Протесты
Перед проведением Всемирного дня молодёжи многие испанские организации выступали под общим лозунгом «Ни песо из моих налогов для папы». В ответ на это организаторы всемирного молодёжного форума объявили, что финансирование мероприятия происходит за счёт пожертвований и доход городского бюджета составит от 150 до 250 миллионов евро.
Во время проведения Всемирного дня молодёжи мадридский городской совет разрешил проведение акций протеста. Во время этих демонстраций произошли столкновения манифестантов с полицией. Одиннадцать человек, включая двух полицейских, получили серьёзные ранения.
Среди многих участников существовали претензии по поводу плохого снабжения участников питьевой водой, обеспечения жильём и плохой организации мероприятия.